# Parc animalier des Gorges de l'Ardèche

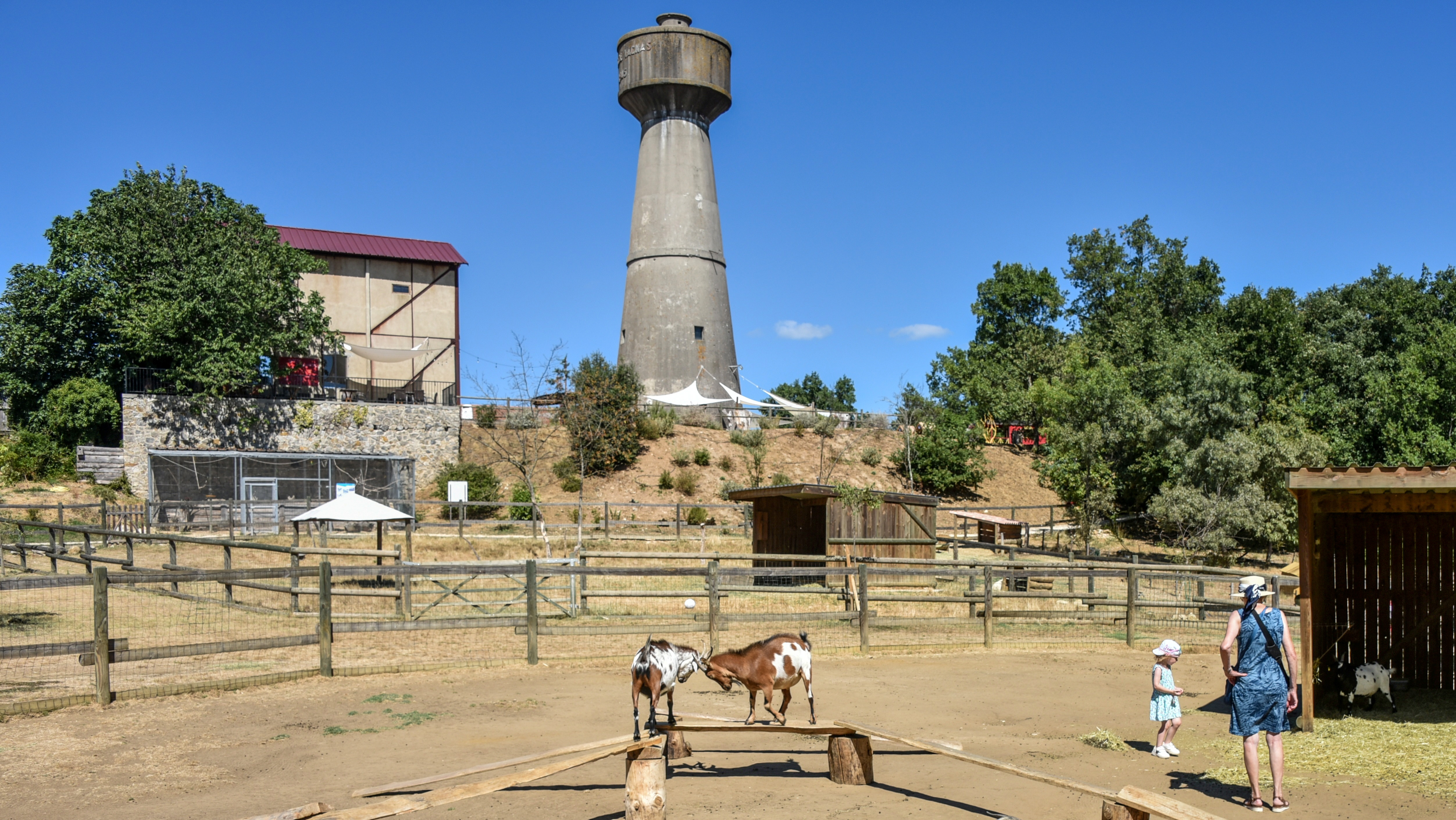
Parc animalier des Gorges de l'Ardèche

Parc animalier des Gorges de l'Ardèche (Nederlands: Dierenpark van de Gorges de l'Ardèche) is een dierentuin in de Franse plaats Vagnas in de regio Auvergne-Rhône-Alpes. in het zuiden van de Ardèche. Deze dierentuin brengt het publiek in aanraking met soorten die minder bekend zijn. De tuin biedt de mogelijkheid om dieren van dichtbij te benaderen zoals dat in de Lage Landen in kinderboerderijen kan.

## Dierencollectie
Naast neerhofdieren zoals kippen, ganzen, eenden en pauwen treft men hier ook parkieten, alpaca's, rundveerassen zoals de Aubrac, geitensoorten zoals de Girgentana, de Kasjmirgeit, de Rovegeit en de Valais Blackneck aan. Naast wolvarkens, muildieren, schapensoorten zoals de Racka en de Soay die er te zien zijn zet de dierentuin zich in voor het terugfokken van de uitgestorven oeros. De gedomesticeerde huisrunderen stammen af van de nominaatvorm van deze soort.
Kinderen vinden er allerhande speeltoestellen en een eenvoudig opgezet waterpretpark en kunnen gratis een rit op een pony maken. Eet- en drankgelegenheden zijn voorhanden.

## Galerij

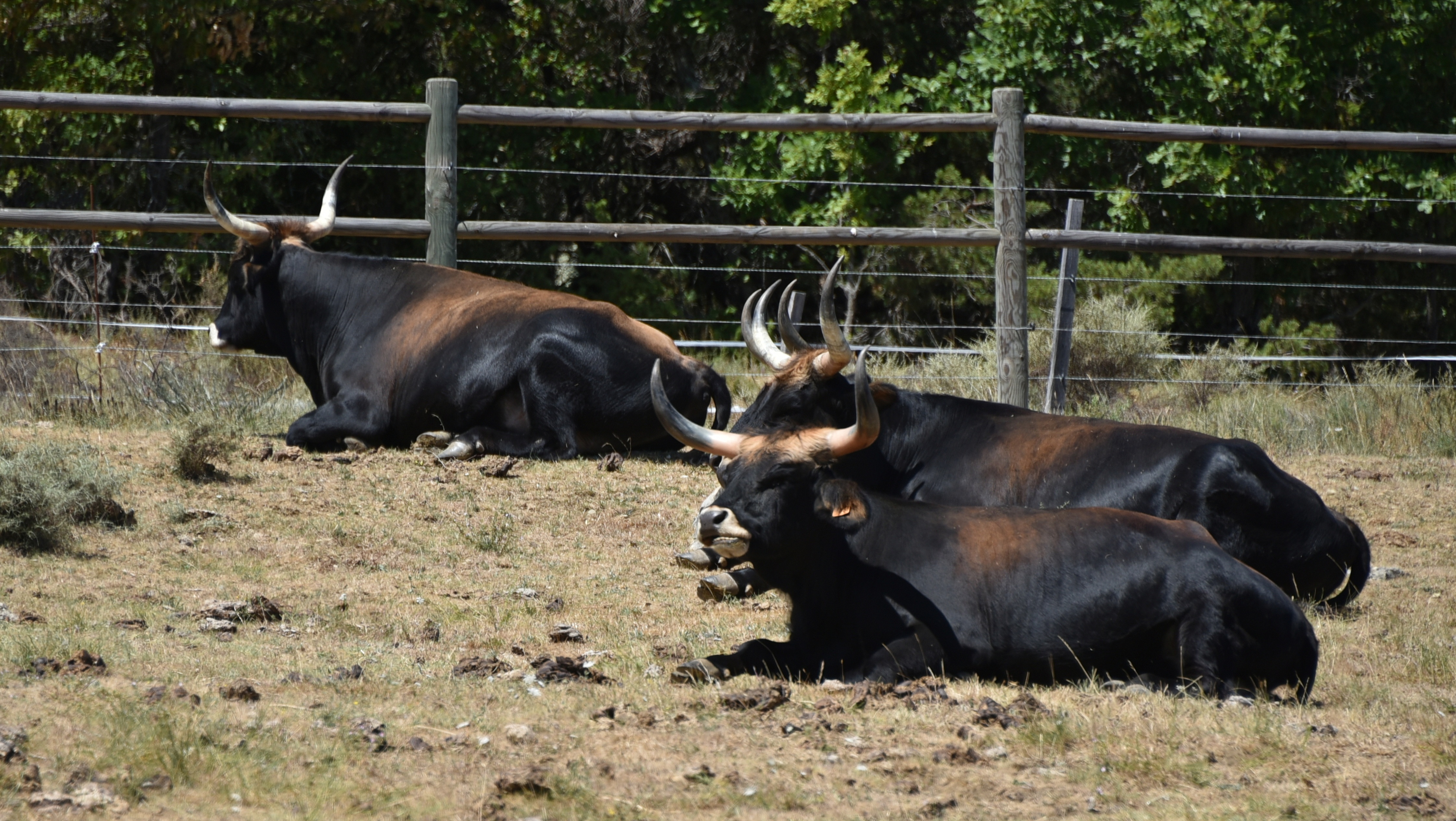
Teruggefokte oerossen
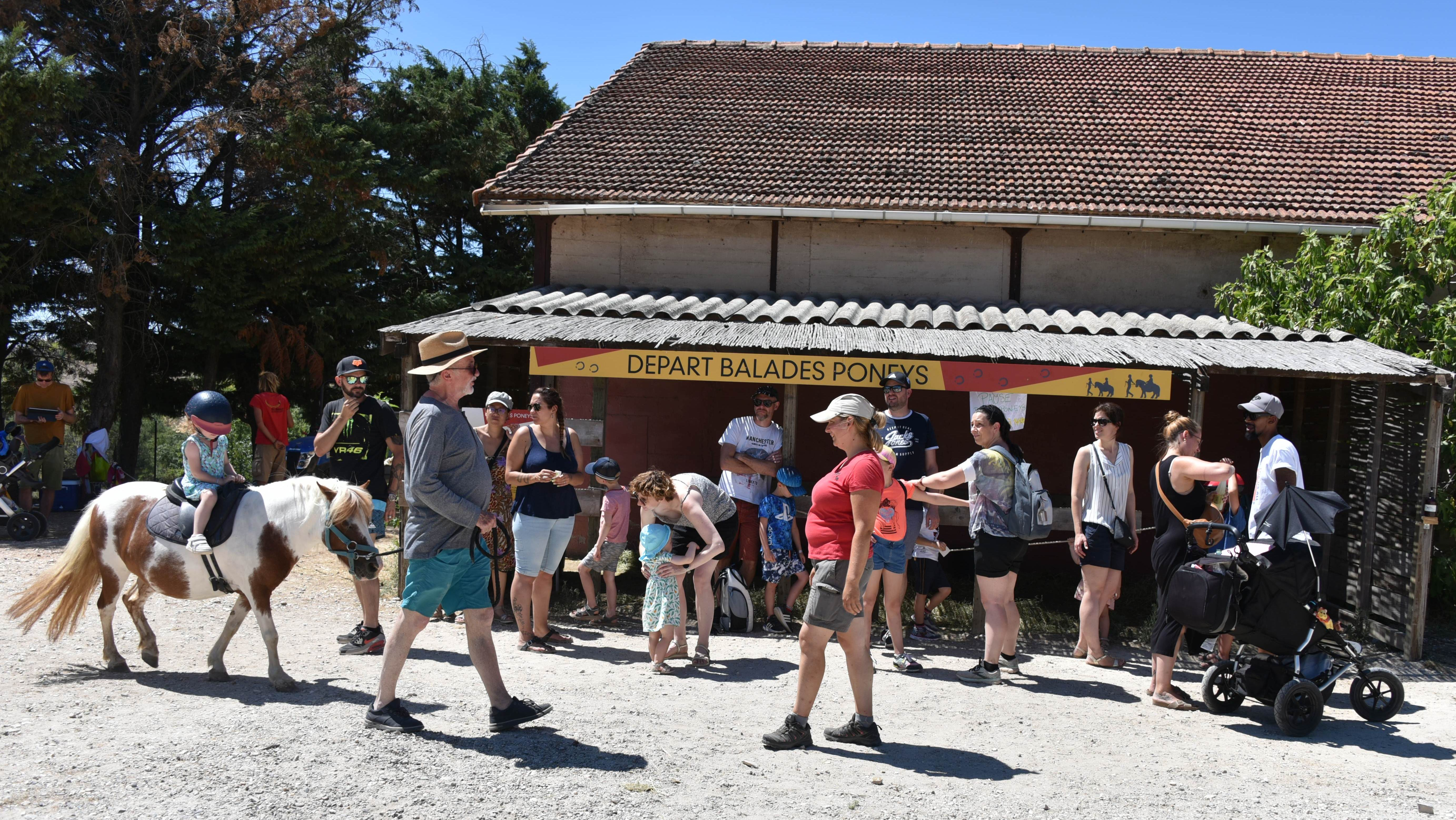
Ponyritten
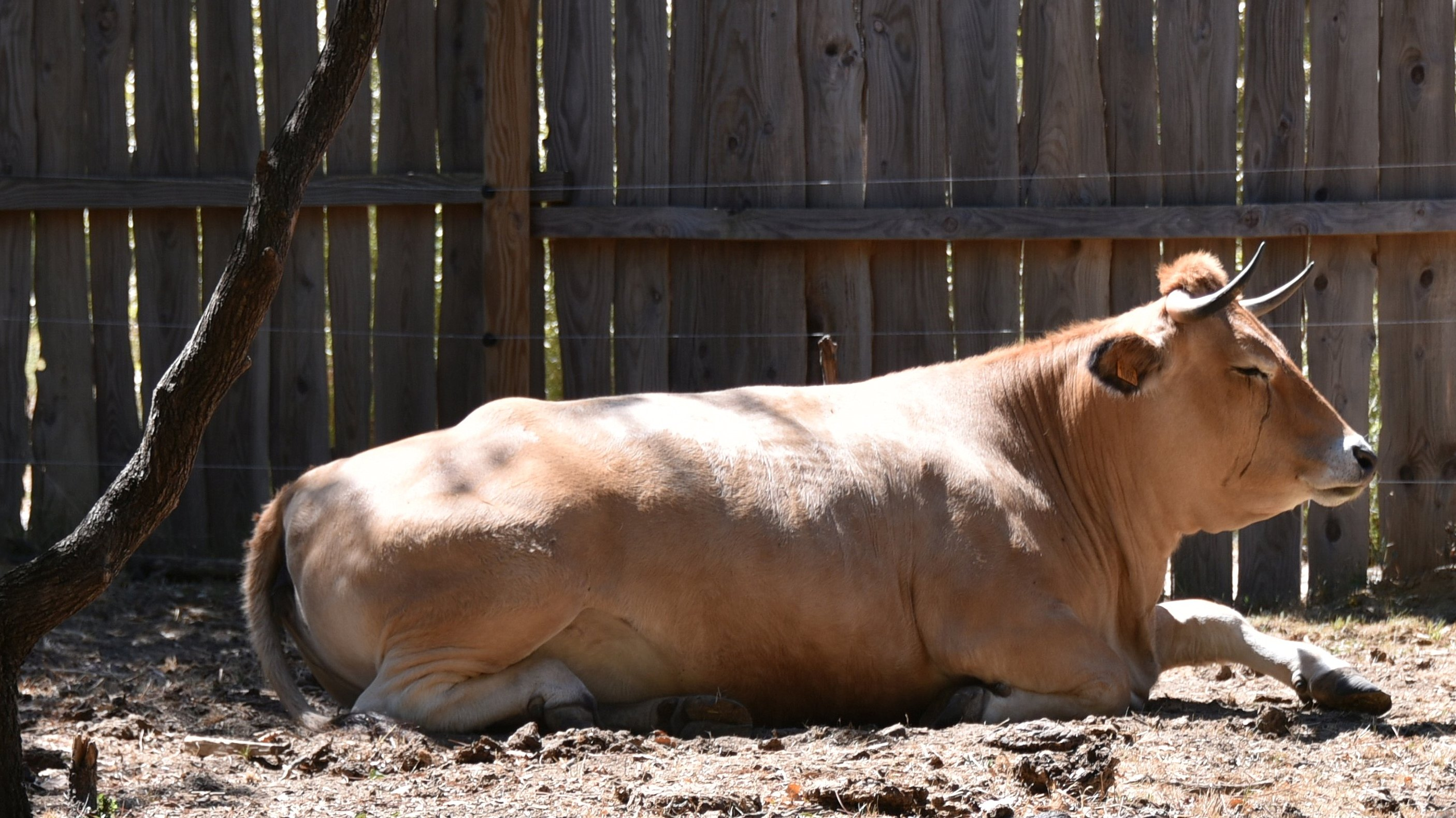
Aubrac
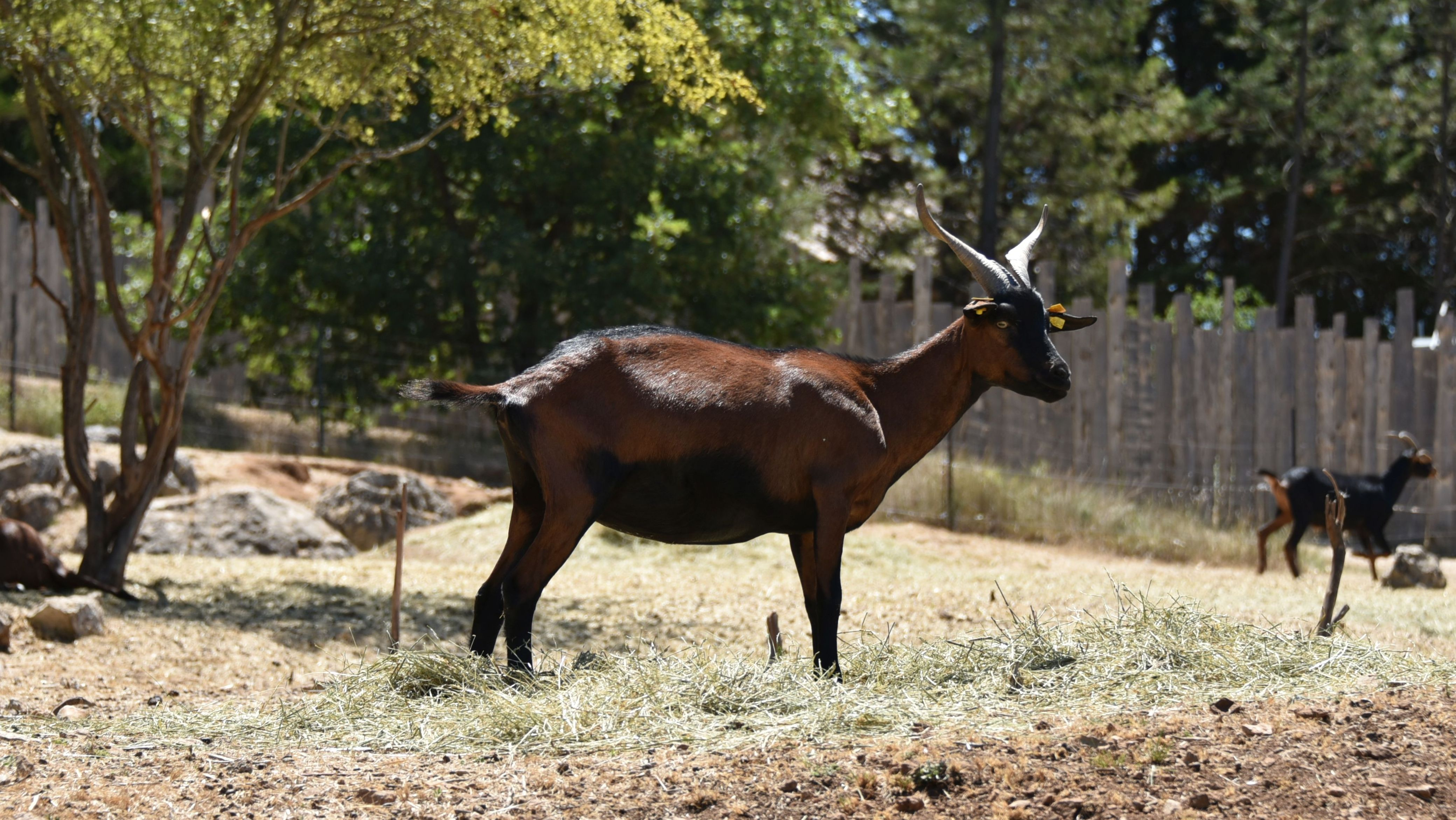
Rove goat
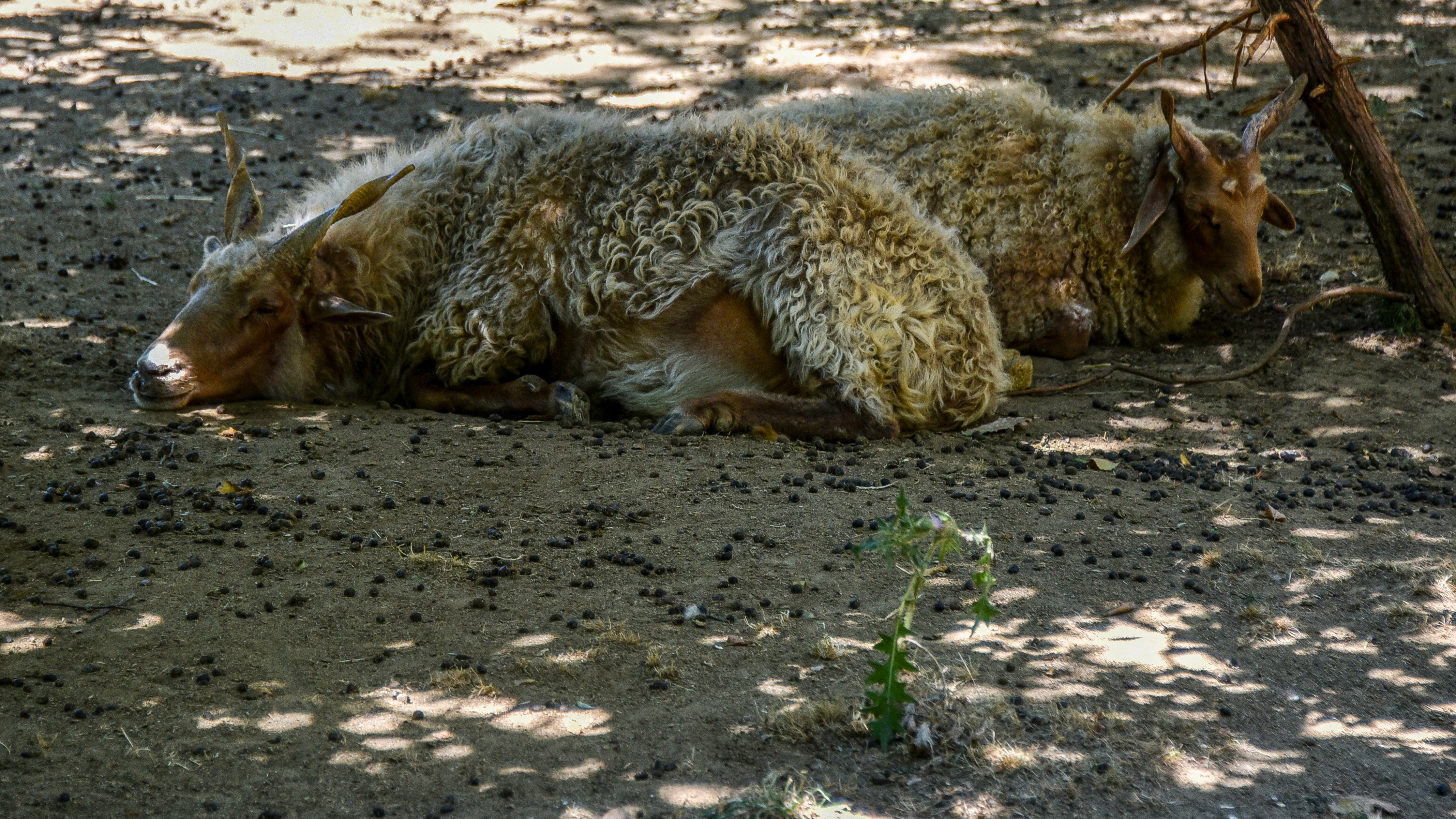
Racka